# مديرية القناوص
مديرية القناوص إحدى مديريات محافظة الحديدة في غرب اليمن. بلغ عدد سكانها 72336 نسمة عام 2004.

## نبذة

موقع مديرية القناوص في محافظة الحديدة

مركزها مدينة القناوص التي تبعد عن مدينة الحديدة 87 كم إلى الشمال الشرقي على طريق الحديدة جيزان الرئيسي الذي ساهم في ازدهار نشاطها التجاري، ولهذا أصبحت محطة تجارية نشطة تتوسط المناطق الشمالية في تهامة وأيضا المناطق الشرقية للمحافظات  المجاورة في جبال المحويت وحجة.
اشتقت تسميتها حسب الروايات الشعبية المتداولة من عبارة دق يونس وهو حداد كان يصحو المزارعون صباحاً على صوت طرقاته على الحديد صباحاً. ولهذه الروايات ما يسندها من الواقع في المديرية التي كانت وما تزال تشتهر بحدادة وصناعة الأدوات الزراعية الحديدية كالمحراث والشريم وغيرها من الأدوات.
عدد سكانها يصل إلى 72.998 نسمة وفقاً للتعداد السكاني لعام 2004م، يعمل غالبيتهم في الزراعة ويتوزعون على 118 قرية وتجمع سكاني تضمها خمس عزل. ومن مناطقها إضافة إلى القناوص كشارب –بني مهدي، القوزي، المهادلة، المقاعشة، الداؤدية، الجيلانية، كزابة، دوغان.
أراضيها زراعية خصبة يسقيها وادي تباب الذي تتدفق مياهه من جبال حجور وحجة ووادي الغليسي ومنبعه جبل سودة والمقلام في المحويت ووادي عيان. تجود أراضيها الزراعية بالدخن والذرة والحبحب والموز والجوافة والمانجو.
المدينة قديمة وتتوسط المناطق الشمالية لسهل تهامة. تشتهر بالحدادة وصناعة الأدوات الزراعية ومشغولات الحصير كالمسارف وموائد الغذاء والزنابيل والسجاجيد والكوافي الخيزران بنوعها (الأسطوانية والظلة).

## سوق الخميس بمدينة القناوص
وهو من أكبر أسواق تهامة يقام يوم الخميس من كل أسبوع ، ويأتيه المتسوقون من مختلف مناطق تهامة ومحافظتي حجة والمحويت وتباع فيه المواد الغذائية والمواشي ومنتجات وادي مور ووادي سردود.

## قلعة القناوص
قلعة قديمة في مدينة القناوص لا تزال بقاياها قائمة يرجع إنشاؤها إلى عام 1241هـ على يد الشيخ  إبراهيم بن علي الكلفود ومن ثم استكملت مبانيها في الفترات الزمنية اللاحقة كان آخرها عام 1970م حين رممها غالب المداني.

## جامع القناوص
يعود تاريخ بنائه إلى عام 1319هـ ويتميز ببنائه القديم الذي تعلوه ثلاث قباب والى جواره ضريح حامي الحمى الشيخ عبد الله بن حسين السودي.

## قلعة دوغان الأثرية
وهي موقع أثري مهجور لا تزال بقايا أثارها بادية للعيان وحسب الروايات التاريخية تعرضت المدينة للهدم من قبل  علي مجفل العسيري عام 1246هـ.

## جبل المنابر
يقع شرق مدينة القناوص وهو تل جبلي يرتفع حوالي 950م عن سطح البحر تعلو قمته بقايا مباني قديمة ترجع للقرن السادس عشر.تابع لمحافظة الحديدة وسمي سكانه أهالي منابر.

## جبل وقيهة
تل جبلي يرتفع حوالي 100م عن سطح البحر قمته فسيحة نسبياً. تاريخياً عرفت بأنها كانت ملعباً للخيول واستعراضاتها ولا تزال عليه بقايا مبانٍ أثرية قديمة.